# Isla de Ross
La isla de Ross está formada fundamentalmente por tres montañas de origen volcánico en el mar de Ross de la Antártida, frente a la costa de la Tierra de Victoria en el estrecho de McMurdo. La superficie de la isla es de 2460 km². Solo una pequeña parte de la isla está libre de hielo y nieve. 
Sir James Clark Ross la descubrió en 1841, y fue luego nombrada en su honor por Robert F. Scott. La isla alberga el volcán durmiente monte Terror, de 3230 metros de altura, y el volcán activo monte Erebus de 3794. Que es el más austral de la Tierra. Ambas montañas fueron nombradas con estos nombres por Ross por los dos barcos de los mismos nombres que formaban su expedición. La tercera mayor elevación es el monte Byrd, nombrado por el explorador estadounidense Richard E. Byrd, con una altura mucho menor de 1795 m.

## Usos
Cerca de su península Hut Point se encuentra la base McMurdo, con más de cien edificios, puerto, aeropuerto y helipuerto.

## Reclamación territorial
La isla es reclamada por Nueva Zelanda como parte de la Dependencia Ross, pero esta reclamación está sujeta a las disposiciones del Tratado Antártico.

## Filmografía
- Antarctica: A Year on Ice

- Datos: Q209899
- Multimedia: Ross Island / Q209899